# Carine Andela
 (février 2025).
Carine Andela est une entrepreneure sociale camerounaise, fondatrice de l'association ASENIA, qui œuvre pour la promotion des produits et services fabriqués au Cameroun. Elle est considérée comme une figure importante de l’entrepreneuriat social au Cameroun.

## Biographie

### Enfance, formations et débuts
Carine Andela est née le 17 septembre 1988. Après avoir obtenu son baccalauréat en sciences et mathématiques (série D), elle s’inscrit en faculté des sciences économiques de l’université de Yaoundé 2, à Soa. Elle quitte l'université sans obtenir sa licence, estimant que celle-ci préparait les jeunes au chômage.

### Carrière
Carine Andela, en phase avec la Stratégie nationale de développement de la décennie 2020-2030 (SND30) du gouvernement camerounais, qui a fait du « Made in Cameroon », crée l'Association Entrepreneurs Ingénieux d’Afrique (ASENIA), légalisée le 14 février 2017 à Yaoundé. Cette association milite pour la promotion de la transformation locale des richesses naturelles du Cameroun. Depuis 2017, ASENIA a formalisé les activités de 207 jeunes Camerounais, dont 65% de femmes à travers des réunions d'information, des formations, des événements tels que le forum Afrique Genius et le Salon de l’initiative Femme.
En 2021, elle crée une tontine pour l'autonomisation financière des femmes entrepreneures, leur permettant d'obtenir un million de FCFA par mois, pour protéger leur marque, payer les certificats de conformité et analyser leurs produits.
En 2025, elle a un partenariat avec la Banque mondiale.
Elle met en place NoteBiZ, un outil d'aide à la matérialisation de l'idée au projet pour les jeunes entrepreneurs.
Elle a créé une plateforme en ligne qui regroupe une communauté d'artisans et de producteurs locaux camerounais,.